# Reetta Ylä-Rautio

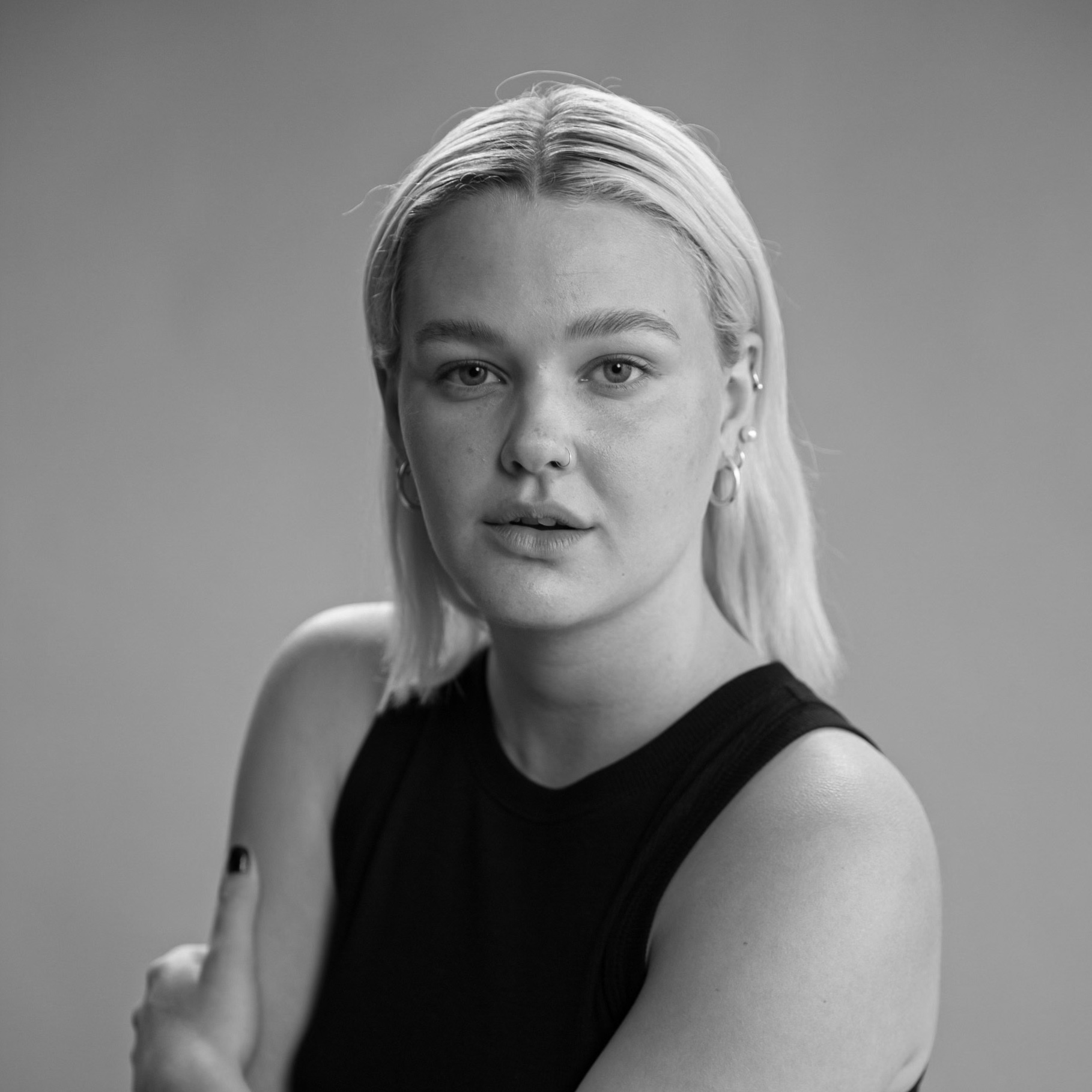
Reetta Ylä-Rautio, 2022

Reetta Ylä-Rautio (* 2003 in Espoo) ist eine finnische Schauspielerin und Model.

## Leben und Karriere
Ylä-Rautio wurde im Jahr 2003 geboren. Ihre Schwester Elmeri Ylä-Rautio ist ebenfalls eine Schauspielerin. Sie studierte an der Finnisches Nationaltheater. Ihr Debüt gab sie 2017 in der Fernsehserie Pää edellä. Anschließend spielte sie 2019 in Aallonmurtaja mit. Juni 2021 begannen Ylä-Rautio, Roosa Björkstam und Pernilla „Piippu“ Böckerman mit der Veröffentlichung des Podcasts 02210, dass auf Supla veröffentlicht wurde.
Von 2021 bis 2023 wurde Ylä-Rautio für die Serie Kullannuput gecastet. Unter anderem trat sie 2022 in dem Film Luuranko mun kaapissa auf. Im selben Jahr setzte sie ihre Karriere in Harjunpää fort. Februar 2023 starteten Ylä-Rautio und Isadora Brown einen neuen Ylä-Rautio & Brown-Podcast auf Supla. Die letzte Folge des Podcasts wurde im Dezember 2023 veröffentlicht. 2024 bekam sie in der Serie Toinen tuleminen eine Hauptrolle.

## Filmografie
Filme
- 2022: Luuranko mun kaapissa

Serien
- 2017: Pää edellä
- 2019: Aallonmurtaja
- 2020–2021: Ei Haukku haavaa tee
- 2021–2023: Kullannuput
- 2022: Harjunpää
- 2022: Nurses (Syke)
- 2024: Toinen tuleminen